# Olmaliq
Olmaliq (tiếng Uzbek: Olmaliq / Олмалиқ, tiếng Nga: Алмалык, đã Latinh hoá: Almalyk) là một thành phố cấp huyện ở tỉnh Toshkent, miền đông Uzbekistan, cách thủ đô khoảng 55 km về phía đông nam. Vào năm 2021, dân số thành phố là 133.400 người.
Olmaliq là một thành phố công nghiệp do Liên Xô phát triển vào những năm 1930 để khai thác trữ lượng đồng, chì, kẽm, vàng, bạc và barit tại địa phương. Ngày nay, các ngành công nghiệp của đô thị được điều hành bởi Công ty Cổ phần Almalyk MMC, một trong những doanh nghiệp luyện kim lớn nhất ở Uzbekistan.

## Nhân khẩu
Các dân tộc chính trong thành phố là người Uzbek, người Nga, người Belarus, người Ukraina và người Tatar Krym.
| 1959   | 1969   | 1991    | 2014    | 2021    |
| ------ | ------ | ------- | ------- | ------- |
| 40.000 | 76.000 | 116.000 | 121.100 | 133.400 |

## Người nổi tiếng
- Waldemar Anton, cầu thủ bóng đá người Đức gốc Uzbekistan
- Georgy Agzamov, kiện tướng cờ vua quốc tế
- Ella Pamfilova, chính khách
- Dmitry Kharatyan, diễn viên